# Annandale, New South Wales
Annandale este o suburbie în Sydney, Australia.

## Vezi și

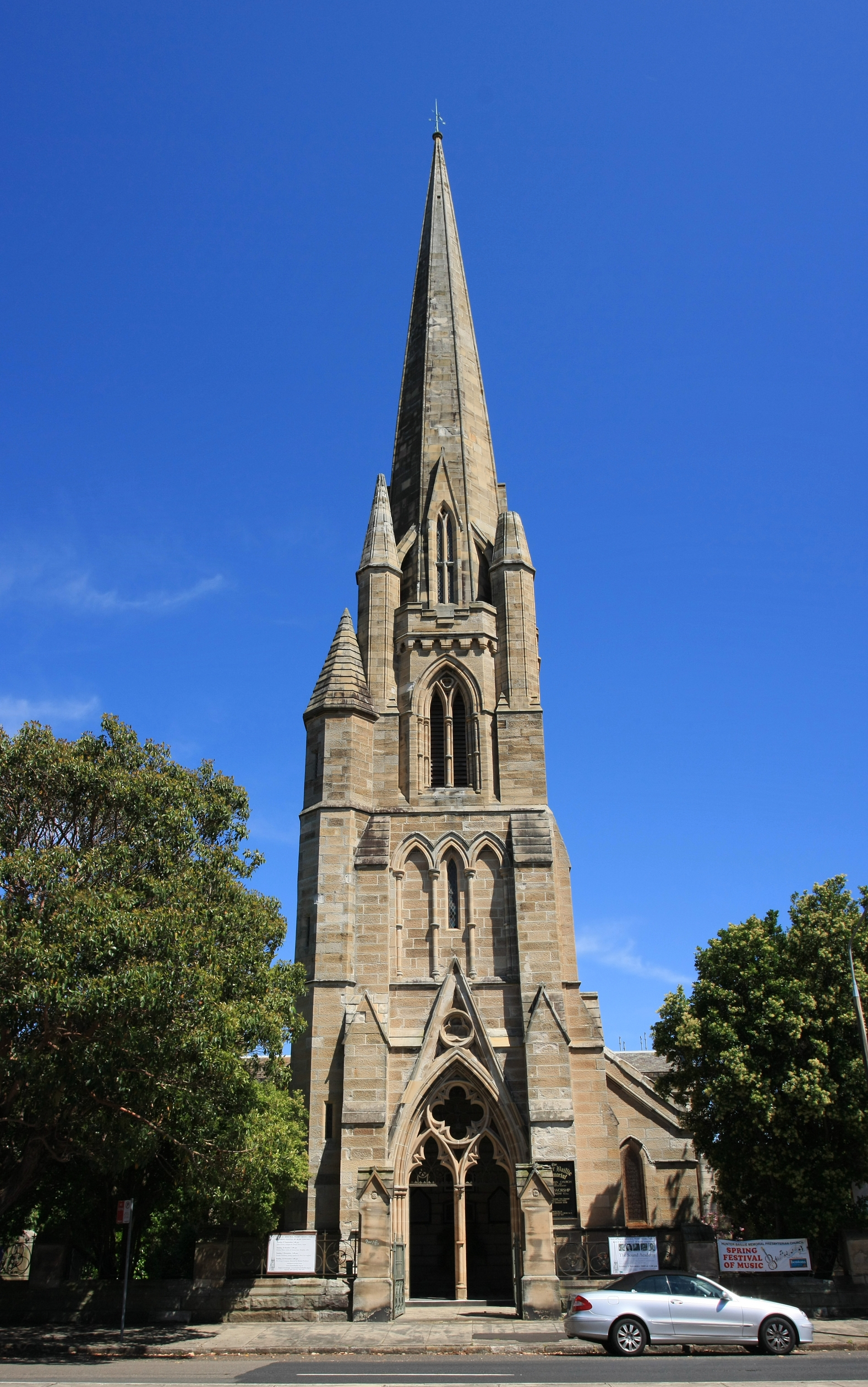
Hunter Ballie Church